# Bolling (Alabama)
Pour les articles homonymes, voir Bolling.
Bollingest une communauté non-incorporé dans le comté de Butler, Alabama, Etats-Unis.

## Démographie
| 1900 | 1910 | 1920 | 1930 | - | - |
| ---- | ---- | ---- | ---- | - | - |
| 175  | 350  | 146  | 369  | - | - |